# 原田彪太朗
原田 彪太朗（はらだ ひょうたろう、1931年2月12日 - 1998年6月21日）は、日本の空手家。

## 略歴
1959年（昭和34年）、泉川寛喜に師事。1962年（昭和37年）、東京都荒川区町屋に泉武館原田道場を設立した（後に泉武館誠心塾となる）。
1998年（平成10年）6月21日21時45分、順天堂大学病院にて弟子たちに看取られて息を引き取った。享年68。

## 人物
- 笹川良一会長に好意にされ、全日本空手道連盟に携わった。
- 全日本空手道連盟より前に設立されていた日本空手道連合会の東日本議長を歴任した。
- 亡くなる直前まで、豊島区空手道連盟会長であった。
- 金城裕直弟子の中村孝の親友でもあった。

| スタブアイコン | サブスタブ | この項目は、まだ閲覧者の調べものの参照としては役立たない、人物に関連した書きかけの項目です。この項目を加筆・訂正などしてくださる協力者を求めています（P:人物伝/PJ:人物伝）。 |